# Комуністична партія Люксембургу
Комуністична партія Люксембургу (люксемб. Kommunistesch Partei Lëtzebuerg, фр. Parti communiste luxembourgeois, нім. Kommunistische Partei Luxemburg, KPL) — люксембурзька ліва політична партія. Партія була створена у 1921 році. Мала депутатів у парламенті в 1934—1940, 1945—1994 і 1999—2004 роках.

## Історія
Партія була заснована 2 січня 1921 року в місті Нідеркорн активістами, що вийшли із Соціалістичної робітничої партії Люксембургу. На з'їзді було прийнято програму партії. Раніше, в листопаді 1920 року, лівими соціал-демократами було запущено видання газета «Der Kampf» (Боротьба). Після установи компартії газета стала її центральним органом. У 1925 році почалося видання нового щомісячного інформаційного бюлетеня «Die Proletenfaust» (Пролетарський кулак). З літа 1930 року як центральний орган виходить тижневик — газета «Die Arbeiterstimme» (Голос робочого), яка з 1935 року стала носити назву «Die Volksstimme» (Голос народу).
КПЛ брала участь у парламентських виборах 1922 року, проте невдало. З початку 1930-х років компартія Люксембургу слідує за лінією Комінтерну, ключовими елементами якої були теорія «соціал-фашизму» і орієнтація на створення широкого «Народного фронту». За підсумками загальних виборів 1934 представник компартії вперше увійшов до Палати депутатів Люксембургу. Депутатом парламенту став багаторічний лідер і засновник КПЛ Зенон Бернард.
У травні 1940 року Люксембург був окупований німецькими військами. Тоді ж КПЛ була заборонена і пішла в підпілля. Компартія активно діяла в русі опору. Випускала підпільну газету «Die Wahrheit» (Правда). Багато членів партії і її керівники загинули, включаючи Зенона Бернарда. У вересні 1942 року комуністи взяли участь у підготовці та проведенні загального страйку, спрямованого проти окупації країни.
Участь в русі опору посилює вплив компартії серед населення. Чисельність КПЛ в той період зросла за рахунок гірничодобувних і металургійних працівників. У 1945 році починається видання нового центрального органу — газети «Die Zeitung vum Letzeburger Vollek» (Газета люксембурзького народу). На перших минули після війни загальних виборах у жовтні 1945 року комуністи отримують 5 депутатських крісел. Представники компартії увійшли до складу Уряду народної єдності. Комуніст Шарль Маркс зайняв у листопаді 1945 року посаду міністра соціального забезпечення і охорони здоров'я. Після його смерті в червні 1946 року цей пост зайняв тодішній генеральний секретар компартії Домінік Урбані.
У 1950-1960-х року компартія вела кампанію проти приєднання Люксембургу до військових блоків і за нейтралітет країни. Це було пов'язано з тим, що в 1948 році з Конституції країни була вилучена стаття про її нейтралітет. Люксембург став однією з держав-членів НАТО. Також компартія виступала проти участі в європейських економічних об'єднаннях.
За даними на 1964 рік, чисельність компартії становила близько 500 чоловік. На виборах 1964 року комуністи отримали 12,5 % голосів і 5 місць в парламенті, на виборах 1968 року — 15,5 % голосів і 6 місць.
1970-1990-ті роки стали часів падіння впливу компартії. На виборах 1979 і 1984 років КПЛ отримує 2 місця, на виборах 1989 року — 1 місце, на виборах 1994 року — жодного. У 1999 році компартія об'єднується з Революційної соціалістичної партією (люксембурзька секція Четвертого інтернаціоналу) і організацією «Нові ліві» у блок «Ліві». На перших же загальних виборах 1999 року блок отримує 3,3 % голосів і 1 місце в Палаті депутатів.
На загальних виборах 2004 року «Ліві» і Комуністична партія виставили окремі списки. Фактично це був розкол, який став підсумком дискусії всередині об'єднання. У підсумку, обидві організації не отримали достатньої для проходження до парламенту кількості голосів. За «Лівих» проголосував 1,9 % виборців, за компартію — 0,9 %. На парламентських і європейських виборах 2009 року партія отримала по 1,5 % голосів, не набувши мандатів.